# اضافه‌جریان
در سامانه‌های قدرت الکتریکی، اضافه‌جریان (به انگلیسی: overcurrent) به وضعیتی گفته می‌شود که در آن جریانی بیش از انتظار از یک رسانا عبور می‌کند، که به تولید گرمای بیش از حد می‌انجامد و خطر آتش‌سوزی و خسارت به تجهیزات را در پی دارد. برخی از دلایل اضافه‌جریان عبارتند از اتصال کوتاه، افزایش بیش از اندازهٔ بار (اضافه‌بار) و طراحی نادرست. فیوزها، مدارشکن‌ها، محدودکننده‌های جریان از سازوکارهای حفاظتی رایج برای مهار خطرهای اضافه‌جریان هستند.

## استانداردهای مرتبط
- استاندارد آی‌ئی‌سی ۶۰۳۶۴: تأسیسات الکتریکی ساختمان‌ها - بخش ۴-۴۳: حفاظت برای ایمنی - حفاظت در برابر اضافه‌جریان

## همچنین ببینید
- محدودکننده جریان
- عیب برقی
- ایمنی الکتریکی